# Sante Veronese
Sante Veronese (Venezia, 4 marzo 1684 – Padova, 1º febbraio 1767) è stato un cardinale e vescovo cattolico italiano.

## Biografia

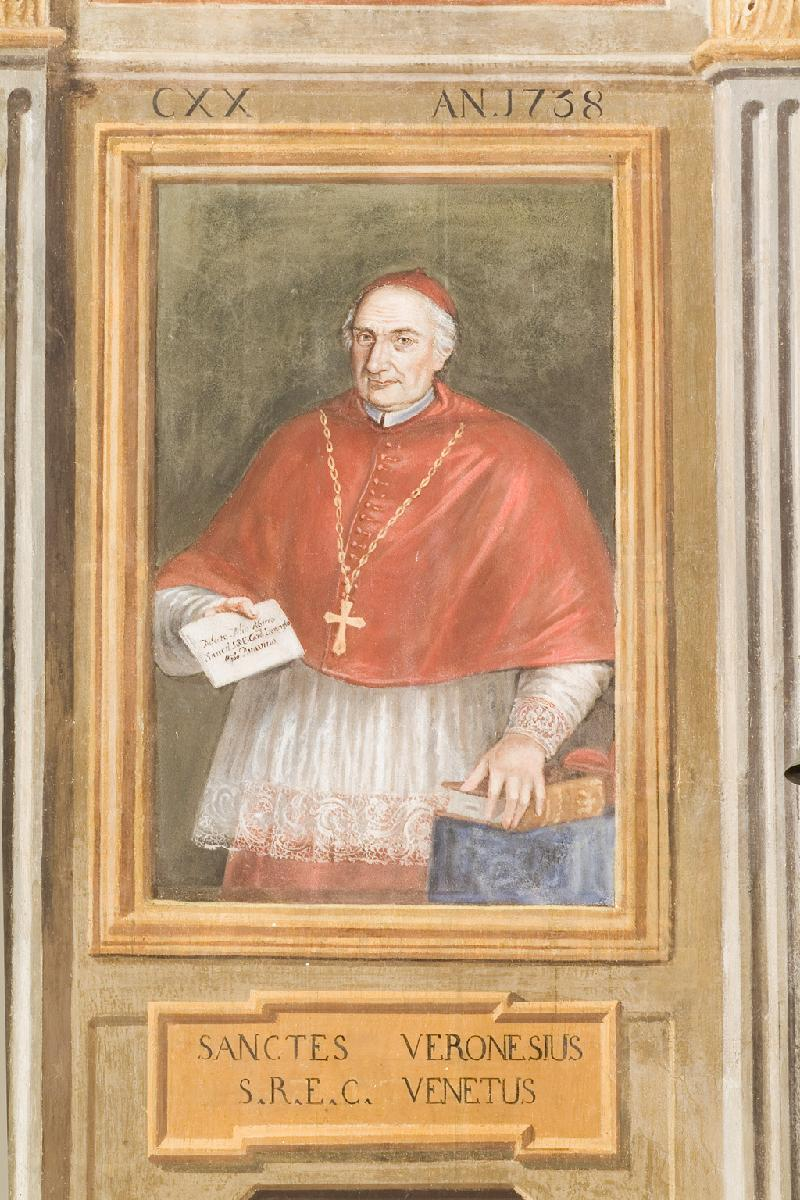
Ambito veneto, Ritratto del cardinale Veronese, Palazzo vescovile, Padova

Laureato dottore "in utroque iure" all'Università di Padova.
Fu nominato vescovo di Padova l'11 settembre 1758 dopo che il precedente vescovo, Carlo della Torre Rezzonico, era stato eletto papa.
Il 24 settembre 1759 papa Clemente XIII lo creò cardinale, ma non ricevette mai la berretta cardinalizia e il titolo.
È sepolto nella cattedrale di Padova nella cappella dedicata a san Gregorio Barbarigo.

## Genealogia episcopale e successione apostolica
La genealogia episcopale è:
- Cardinale Scipione Rebiba
- Cardinale Giulio Antonio Santori
- Cardinale Girolamo Bernerio, O.P.
- Arcivescovo Galeazzo Sanvitale
- Cardinale Ludovico Ludovisi
- Cardinale Luigi Caetani
- Cardinale Ulderico Carpegna
- Cardinale Paluzzo Paluzzi Altieri degli Albertoni
- Papa Benedetto XIII
- Cardinale Pietro Ottoboni
- Cardinale Antonio Marino Priuli
- Cardinale Sante Veronese

La successione apostolica è:
- Vescovo Alessandro Pappafava (1761)